# Conclave del 1676
Il conclave del 1676 venne convocato a seguito della morte di papa Clemente X, avvenuta a Roma il 22 luglio 1676.
Si svolse nella Cappella Sistina dal 2 agosto al 21 settembre e, dopo quarantadue scrutini, venne eletto papa il cardinale Benedetto Odescalchi, che assunse il nome di Innocenzo XI. L'elezione venne annunciata dal cardinale protodiacono Francesco Maidalchini.
Il conclave del 1676 è ricordato come uno dei conclavi del secolo XVII con l'età media dei cardinali più bassa: 57 anni e mezzo.

## Svolgimento
Alla morte di papa Clemente X il collegio cardinalizio era composto da 67 cardinali. Di questi 65 parteciparono al conclave, ma solo 63 presenziarono alle votazioni finali. Infatti Virginio Orsini e Carlo Bonelli morirono durante il conclave, rispettivamente il 21 ed il 27 agosto.
Due soli i cardinali che non presero parte al conclave: Friedrich von Hessen-Darmstadt e Pascual de Aragón.
In questo conclave entrò in uso l'espressione «zelanti», riferita a quei cardinali non inseriti in gruppi "nazionali" (Italia, Francia e Spagna) i quali invece attendono, per puro zelo, che emerga durante il conclave la figura più degna di sedere sul Soglio pontificio.
Odescalchi fu eletto grazie al lavoro del cardinale francese de Retz, incaricato dal re Luigi XIV di favorire il porporato comasco, che neutralizzò le candidature di Paluzzo Altieri e di Flavio Chigi. La sera del 20 settembre, dopo cena, uno dopo l'altro i cardinali si recarono presso la cella di Odescalchi e fecero pubblico atto di ossequio baciandogli la mano ed eleggendolo per adorazione. Dopo un'iniziale riluttanza il cardinale accettò e prese il nome di Innocenzo XI. Si procedette comunque a uno scrutinio il giorno successivo in cui Odescalchi ottenne l'unanimità.
Venne incoronato il 4 ottobre e prese ufficiale possesso della Basilica Laterana il successivo 8 novembre.

## Collegio cardinalizio all'epoca del conclave

### Presenti in conclave
| Nome                                        | Paese                                   | Titolo                                                                                            | Ruolo | Nascita    | Concistoro | Creato da           |
| ------------------------------------------- | --------------------------------------- | ------------------------------------------------------------------------------------------------- | --- | ---------- | ---------- | ------------------- |
| Francesco Barberini                         | Granducato di Toscana                   | Cardinale vescovo di Ostia e Velletri; Cardinale presbitero in commendam di San Lorenzo in Damaso | Vice-cancelliere di Santa Romana Chiesa; Segretario della Congregazione della romana e universale Inquisizione; Decano del Collegio cardinalizio | 23/09/1597 | 02/10/1623 | papa Urbano VIII    |
| Ulderico Carpegna                           | Stato Pontificio                        | Cardinale vescovo di Porto e Santa Rufina                                                         | Prefetto della Congregazione dei riti; Sottodecano del Collegio cardinalizio | 24/06/1595 | 28/11/1633 | papa Urbano VIII    |
| Giulio Gabrielli                            | Stato Pontificio                        | Cardinale vescovo di Sabina                                                                       | Legato apostolico di Romagna | 06/01/1603 | 16/12/1641 | papa Urbano VIII    |
| Cesare Facchinetti                          | Stato Pontificio                        | Cardinale vescovo di Palestrina                                                                   | Arcivescovo-vescovo di Spoleto | 29/09/1608 | 13/07/1643 | papa Urbano VIII    |
| Girolamo Grimaldi-Cavalleroni               | Repubblica di Genova                    | Cardinale vescovo di Albano                                                                       | Arcivescovo metropolita di Aix | 20/08/1597 | 13/07/1643 | papa Urbano VIII    |
| Carlo Rossetti                              | Stato Pontificio                        | Cardinale presbitero di San Lorenzo in Lucina                                                     | Arcivescovo-vescovo di Faenza; Cardinale protopresbitero | 26/03/1614 | 13/07/1643 | papa Urbano VIII    |
| Niccolò Albergati-Ludovisi                  | Stato Pontificio                        | Cardinale presbitero di Santa Maria in Trastevere                                                 | Penitenziere maggiore | 15/09/1608 | 06/03/1645 | papa Innocenzo X    |
| Alderano Cybo-Malaspina                     | Ducato di Massa e Principato di Carrara | Cardinale presbitero di Santa Prassede                                                            | Vescovo emerito di Jesi | 16/07/1613 | 06/03/1645 | papa Innocenzo X    |
| Benedetto Odescalchi                        | Ducato di Milano                        | Cardinale presbitero di Sant'Onofrio                                                              | Vescovo emerito di Novara | 19/05/1611 | 06/03/1645 | papa Innocenzo X    |
| Lorenzo Raggi                               | Repubblica di Genova                    | Cardinale presbitero dei Santi Quirico e Giulitta                                                 | Tesoriere generale emerito della Camera apostolica | 00/00/1615 | 07/10/1647 | papa Innocenzo X    |
| Jean-François Paul de Gondi                 | Regno di Francia                        | Cardinale presbitero di Santa Maria sopra Minerva                                                 | Arcivescovo metropolita di Parigi | 20/09/1613 | 19/02/1652 | papa Innocenzo X    |
| Luigi Alessandro Omodei                     | Ducato di Milano                        | Cardinale presbitero dei Santi Bonifacio e Alessio                                                | Legato apostolico emerito di Urbino | 08/12/1608 | 19/02/1652 | papa Innocenzo X    |
| Pietro Vito Ottoboni                        | Repubblica di Venezia                   | Cardinale presbitero di San Marco                                                                 | Datario emerito di Sua Santità | 22/04/1610 | 19/02/1652 | papa Innocenzo X    |
| Francesco Albizzi                           | Stato Pontificio                        | Cardinale presbitero dei Santi Quattro Coronati                                                   | Assessore emerito della Congregazione della romana e universale Inquisizione | 24/10/1593 | 02/03/1654 | papa Innocenzo X    |
| Carlo Pio di Savoia                         | Stato Pontificio                        | Cardinale presbitero di San Crisogono                                                             | Vescovo emerito di Ferrara | 07/04/1622 | 02/03/1654 | papa Innocenzo X    |
| Flavio Chigi                                | Ducato di Siena                         | Cardinale presbitero di Santa Maria del Popolo                                                    | Archivista e bibliotecario di Santa Romana Chiesa; Prefetto della Congregazione dei confini; Arciprete della Basilica di San Giovanni in Laterano | 10/05/1631 | 09/04/1657 | papa Alessandro VII |
| Girolamo Buonvisi                           | Repubblica di Lucca                     | Cardinale presbitero di San Girolamo dei Croati                                                   | Arcivescovo-vescovo di Lucca | 22/05/1607 | 09/04/1657 | papa Alessandro VII |
| Antonio Bichi                               | Ducato di Siena                         | Cardinale presbitero di Santa Maria degli Angeli                                                  | Vescovo di Osimo | 30/03/1614 | 09/04/1657 | papa Alessandro VII |
| Giacomo Franzoni                            | Repubblica di Genova                    | Cardinale presbitero di Santa Maria in Ara Coeli                                                  | Vescovo di Camerino | 05/12/1612 | 29/04/1658 | papa Alessandro VII |
| Pietro Vidoni                               | Ducato di Milano                        | Cardinale presbitero di San Pancrazio fuori le mura                                               | Vescovo emerito di Lodi | 08/11/1610 | 05/04/1660 | papa Alessandro VII |
| Gregorio Barbarigo                          | Repubblica di Venezia                   | Cardinale presbitero di San Tommaso in Parione                                                    | Vescovo di Padova | 16/09/1625 | 05/04/1660 | papa Alessandro VII |
| Girolamo Boncompagni                        | Stato Pontificio                        | Cardinale presbitero dei Santi Marcellino e Pietro                                                | Arcivescovo metropolita di Bologna | 23/03/1622 | 14/01/1664 | papa Alessandro VII |
| Celio Piccolomini                           | Ducato di Siena                         | Cardinale presbitero di San Pietro in Montorio                                                    | Arcivescovo metropolita di Siena | 00/00/1609 | 14/01/1664 | papa Alessandro VII |
| Carlo Carafa della Spina, C.R.              | Regno di Napoli                         | Cardinale presbitero di Santa Maria in Via                                                        | Camerlengo del Collegio cardinalizio | 21/04/1611 | 14/01/1664 | papa Alessandro VII |
| Neri Corsini                                | Granducato di Toscana                   | Cardinale presbitero dei Santi Nereo e Achilleo                                                   | Arcivescovo-vescovo di Arezzo | 01/08/1614 | 14/01/1664 | papa Alessandro VII |
| Alfonso Litta                               | Ducato di Milano                        | Cardinale presbitero di Santa Croce in Gerusalemme                                                | Arcivescovo metropolita di Milano | 19/09/1608 | 14/01/1664 | papa Alessandro VII |
| Giacomo Filippo Nini                        | Ducato di Siena                         | Cardinale presbitero di Santa Maria della Pace                                                    | Maestro di camera emerito della Corte pontificia | 00/00/1629 | 14/01/1664 | papa Alessandro VII |
| Paluzzo Paluzzi Altieri degli Albertoni     | Stato Pontificio                        | Cardinale presbitero dei Santi XII Apostoli                                                       | Prefetto della Congregazione delle acque; Legato apostolico di Avignone; Prefetto della Congregazione dell'Indice dei libri proibiti; Prefetto della Congregazione di Propaganda Fide; Camerlengo di Santa Romana Chiesa; Protettore del Santuario della Santa Casa di Loreto | 08/06/1623 | 14/01/1664 | papa Alessandro VII |
| Giannicolò Conti                            | Stato Pontificio                        | Cardinale presbitero di Santa Maria in Traspontina                                                | Vescovo di Ancona e Numana | 01/06/1617 | 14/01/1664 | papa Alessandro VII |
| Giulio Spinola                              | Repubblica di Genova                    | Cardinale presbitero dei Santi Silvestro e Martino ai Monti                                       | Arcivescovo-vescovo di Nepi e Sutri | 13/05/1612 | 15/02/1666 | papa Alessandro VII |
| Innico Caracciolo                           | Regno di Napoli                         | Cardinale presbitero di San Clemente                                                              | Arcivescovo metropolita di Napoli | 07/03/1607 | 15/02/1666 | papa Alessandro VII |
| Giovanni Dolfin                             | Repubblica di Venezia                   | Cardinale presbitero pro hac vice dei Santi Vito, Modesto e Crescenzia                            | Patriarca di Aquileia | 22/04/1617 | 07/03/1667 | papa Alessandro VII |
| Giacomo Rospigliosi                         | Granducato di Toscana                   | Cardinale presbitero dei Santi Giovanni e Paolo                                                   | Prefetto del Supremo tribunale della Segnatura apostolica; Arciprete della Basilica di Santa Maria Maggiore; Abate commendatario di Nonantola | 29/12/1628 | 12/12/1667 | papa Clemente IX    |
| Emmanuel Théodose de La Tour d'Auvergne     | Regno di Francia                        | Cardinale presbitero di San Lorenzo in Panisperna                                                 | Grande elemosiniere di Francia | 24/08/1643 | 05/08/1669 | papa Clemente IX    |
| Luis Manuel Fernández Portocarrero y Guzmán | Regno di Spagna                         | Cardinale presbitero di Santa Sabina                                                              | | 08/01/1635 | 05/08/1669 | papa Clemente IX    |
| Camillo Massimo                             | Stato Pontificio                        | Cardinale presbitero di Sant'Eusebio                                                              | Maestro di camera emerito della Corte pontificia | 20/07/1620 | 22/12/1670 | papa Clemente X     |
| Gaspare Carpegna                            | Stato Pontificio                        | Cardinale presbitero di San Silvestro in Capite                                                   | Datario di Sua Santità; Vicario generale di Sua Santità per la diocesi di Roma; Prefetto della Congregazione dei vescovi e regolari | 08/05/1625 | 22/12/1670 | papa Clemente X     |
| Bernhard Gustav von Baden-Durlach, O.S.B.   | Margraviato di Baden-Durlach            | Cardinale presbitero                                                                              | Principe-abate di Fulda; Principe-abate di Siegburg; Principe-abate di Kempten | 24/12/1631 | 24/08/1671 | papa Clemente X     |
| César d'Estrées                             | Regno di Francia                        | Cardinale presbitero della Santissima Trinità al Monte Pincio                                     | Vescovo di Laon | 05/02/1628 | 24/08/1671 | papa Clemente X     |
| Johann Eberhard Nidhard, S.I.               | Arciducato d'Austria                    | Cardinale presbitero di San Bartolomeo all'Isola                                                  | Inquisitore generale emerito di Spagna | 08/12/1607 | 24/08/1671 | papa Clemente X     |
| Pierre de Bonzi                             | Regno di Francia                        | Cardinale presbitero                                                                              | Arcivescovo metropolita di Narbona | 15/04/1631 | 22/02/1672 | papa Clemente X     |
| Vincenzo Maria Orsini, O.P.                 | Regno di Napoli                         | Cardinale presbitero di San Sisto                                                                 | Arcivescovo metropolita di Manfredonia | 02/02/1649 | 22/02/1672 | papa Clemente X     |
| Francesco Nerli                             | Granducato di Toscana                   | Cardinale presbitero di San Matteo in Merulana                                                    | Arcivescovo metropolita di Firenze | 12/06/1636 | 12/06/1673 | papa Clemente X     |
| Girolamo Gastaldi                           | Repubblica di Genova                    | Cardinale presbitero di Santa Pudenziana                                                          | Tesoriere generale emerito della Camera apostolica | 00/00/1616 | 12/06/1673 | papa Clemente X     |
| Federico Baldeschi Colonna                  | Stato Pontificio                        | Cardinale presbitero di San Marcello                                                              | Prefetto della Congregazione del concilio | 02/09/1625 | 12/06/1673 | papa Clemente X     |
| Galeazzo Marescotti                         | Stato Pontificio                        | Cardinale presbitero di San Bernardo alle Terme Diocleziane                                       | Legato apostolico di Ferrara | 01/10/1627 | 27/05/1675 | papa Clemente X     |
| Alessandro Crescenzi, C.R.S.                | Stato Pontificio                        | Cardinale presbitero di Santa Prisca                                                              | Arcivescovo-vescovo di Recanati e Loreto | 12/09/1607 | 27/05/1675 | papa Clemente X     |
| Bernardino Rocci                            | Stato Pontificio                        | Cardinale presbitero di Santo Stefano al Monte Celio                                              | Arcivescovo-vescovo di Orvieto | 21/08/1627 | 27/05/1675 | papa Clemente X     |
| Fabrizio Spada                              | Stato Pontificio                        | Cardinale presbitero di San Callisto                                                              | Nunzio apostolico emerito in Francia | 17/03/1643 | 27/05/1675 | papa Clemente X     |
| Mario Alberizzi                             | Regno di Napoli                         | Cardinale presbitero di San Giovanni a Porta Latina                                               | Arcivescovo-vescovo di Tivoli | 29/12/1609 | 27/05/1675 | papa Clemente X     |
| Philip Thomas Howard, O.P.                  | Regno d'Inghilterra                     | Cardinale presbitero di Santa Cecilia                                                             | Vicario apostolico emerito d'Inghilterra | 21/09/1629 | 27/05/1675 | papa Clemente X     |
| Francesco Maidalchini                       | Stato Pontificio                        | Cardinale diacono di Santa Maria in Via Lata                                                      | Cardinale protodiacono | 21/04/1631 | 07/10/1647 | papa Innocenzo X    |
| Carlo Barberini                             | Stato Pontificio                        | Cardinale diacono di Santa Maria in Cosmedin                                                      | Arciprete della Basilica di San Pietro in Vaticano; Presidente della Fabbrica di San Pietro; Abate commendatario di Subiaco | 01/06/1630 | 23/06/1653 | papa Innocenzo X    |
| Decio Azzolino                              | Stato Pontificio                        | Cardinale diacono di Sant'Eustachio                                                               | Segretario di Stato emerito di Sua Santità | 11/04/1623 | 02/03/1654 | papa Innocenzo X    |
| Paolo Savelli                               | Stato Pontificio                        | Cardinale diacono di San Nicola in Carcere                                                        | | 18/11/1622 | 14/01/1664 | papa Alessandro VII |
| Sigismondo Chigi                            | Ducato di Siena                         | Cardinale diacono di San Giorgio in Velabro                                                       | Gran priore di Roma del Sovrano Militare Ordine di Malta | 19/08/1649 | 12/12/1667 | papa Clemente IX    |
| Carlo Cerri                                 | Stato Pontificio                        | Cardinale diacono di Sant'Adriano al Foro                                                         | Vescovo di Ferrara | 14/09/1610 | 29/11/1669 | papa Clemente IX    |
| Lazzaro Pallavicino                         | Repubblica di Genova                    | Cardinale diacono di Santa Maria in Aquiro                                                        | Legato apostolico emerito di Bologna | 00/00/1602 | 29/11/1669 | papa Clemente IX    |
| Niccolò Acciaiuoli                          | Granducato di Toscana                   | Cardinale diacono dei Santi Cosma e Damiano                                                       | Legato apostolico emerito di Ferrara | 06/07/1630 | 29/11/1669 | papa Clemente IX    |
| Buonaccorso Buonaccorsi                     | Stato Pontificio                        | Cardinale diacono di Santa Maria della Scala                                                      | Legato apostolico di Bologna | 23/07/1620 | 29/11/1669 | papa Clemente IX    |
| Felice Rospigliosi                          | Granducato di Toscana                   | Cardinale diacono di Sant'Angelo in Pescheria                                                     | | 19/02/1639 | 12/06/1673 | papa Clemente X     |
| Girolamo Casanate                           | Regno di Napoli                         | Cardinale diacono di San Cesareo in Palatio                                                       | Segretario emerito della Congregazione dei vescovi e regolari | 13/02/1620 | 12/06/1673 | papa Clemente X     |
| Pietro Basadonna                            | Repubblica di Venezia                   | Cardinale diacono di Santa Maria in Domnica                                                       | | 17/09/1617 | 12/06/1673 | papa Clemente X     |

### Assenti in conclave
| Nome                                                     | Paese                         | Titolo                                       | Ruolo                               | Nascita    | Concistoro | Creato da           |
| -------------------------------------------------------- | ----------------------------- | -------------------------------------------- | ----------------------------------- | ---------- | ---------- | ------------------- |
| Virginio Orsini, O.S.Io.Hieros.                          | Stato Pontificio              | Cardinale vescovo di Frascati                |                                     | 17/01/1615 | 16/12/1641 | papa Urbano VIII    |
| Pascual de Aragón-Córdoba-Cardona y Fernández de Córdoba | Regno di Spagna               | Cardinale presbitero di Santa Balbina        | Arcivescovo metropolita di Toledo   | 11/04/1626 | 05/04/1660 | papa Alessandro VII |
| Carlo Bonelli                                            | Stato Pontificio              | Cardinale presbitero di Sant'Anastasia       | Nunzio apostolico emerito in Spagna | 00/00/1612 | 14/01/1664 | papa Alessandro VII |
| Friedrich von Hessen-Darmstadt, O.S.Io.Hieros.           | Langraviato d'Assia-Darmstadt | Cardinale diacono di Sant'Agata alla Suburra | Principe-vescovo di Breslavia       | 28/02/1616 | 19/02/1652 | papa Innocenzo X    |